# Círculos Doctrinales José Antonio
Los Círculos José Antonio (CJA) fue un partido falangista español. Fundados en 1960 como asociación, tenían como objetivo mantener la ortodoxia falangista, oponerse al capitalismo y reorganizar la FE de las JONS.

## Historia

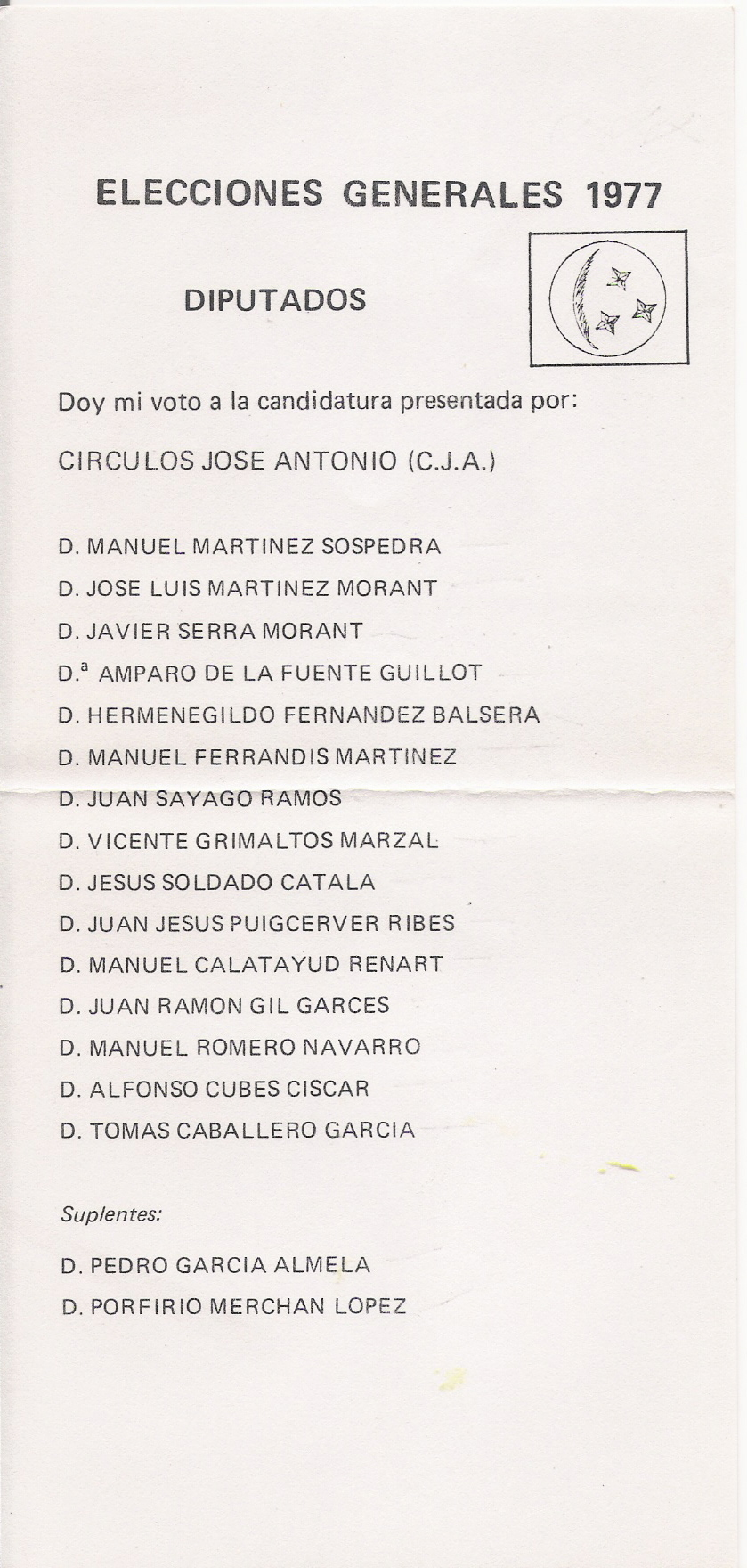
Lista al Congreso de los CJA por Valencia para las elecciones de 1977.

A finales de la década de 1950 entre los grupos falangistas que subsistían dentro del «Movimiento Nacional» había una profunda crisis respecto a la evolución del partido único y la difuminación de la ideología falangista original. Comenzaron a organizarse círculos, en un principio sólo orientados al estudio y la difusión de la doctrina de José Antonio Primo de Rivera. El primer Círculo se dio a conocer de forma semi-clandestina en Madrid hacia 1959, si bien para el año siguiente estos se habían extendido a ciudades como Barcelona o Sevilla. Llegaron a reunir a un millar de militantes. Desde 1960 estuvieron dirigidos por el «camisa vieja» Luis González Vicén. En la vicepresidencia estaban Patricio González de Canales y Miguel Primo de Rivera.
Editaron el boletín Es Así (1962), el cual fue secuestrado y prohibido por la dictadura franquista, y los círculos entraron en un período de represión y crisis de los que no se recuperaron hasta que en 1965 Diego Márquez Horrillo —en sustitución de González Vicén— fue elegido jefe del Círculo de Madrid y se procedió a la reorganización. En 1970 organizó las denominadas Juntas Promotoras de la Falange Española por si se aprobaba la reglamentación de las asociaciones políticas.
En abril de 1972 se constituyó en Madrid la Junta Nacional de Mando de los Círculos José Antonio y la Junta Promotora Nacional de Falange Española de las JONS bajo la presidencia de Diego Márquez Horrillo para dar una estructura a los diversos círculos locales, que en 1974 ya ascendían a  82. El 30 de mayo de 1972 aprobaron sus principios programáticos con un marcado tono aperturista y de alejamiento del partido único. Así pedían el sufragio universal desde los 18 años y elección por votación popular de los miembros del Consejo Nacional del Movimiento, aprobar las asociaciones y una de las cuales sería Falange, fomento de la economía social y del papel de los trabajadores en las empresas, regulación del derecho de huelga, así como el cierre de las bases militares extranjeras. En diciembre de 1973 se suspendió su actividad durante tres meses, tras unos incidentes durante un acto oficialista en Toledo en que sus miembros lanzaron octavillas críticas.
El 4 de marzo de 1977 el partido fue legalizado por el Ministerio del Interior, y dos días después celebraron su Congreso Constituyente.
Los CJA concurrieron a las elecciones de 1977 dentro de la coalición Alianza Nacional «18 de Julio», aunque cosecharon un rotundo fracaso. Participaron en las elecciones generales de marzo de 1979 integrados dentro la coalición «Unión Nacional». El 28 de abril de 1979 se integró en la Falange Española de las JONS.